# Брай, Саломон де
Саломон де Брай  (нидерл. Salomon de Bray, 1597, Амстердам — 11 мая 1664, Харлем) — голландский живописец, архитектор и поэт «Золотого века искусства Нидерландов». Представитель школы харлемских академистов.

## Биография
Художник родился в Амстердаме, но с 1615 года его имя упоминается в городских документах Харлема, где он был зарегистрирован как член стрелкового ополчения (schutterij) Святого Адриана. Он начал своё обучение Амстердаме вместе с будущими «прерембрандтистами» Яном Пейнасом, Николасом Муйартом и Питером Ластманом. Вероятно, он также посещал уроки рисунка и живописи в небольшой академии, основанной в Харлеме 1587 году (в некоторых источниках называется 1583 или 1600 год) Хендриком Гольциусом, Корнелисом Харлемским и Карелом ван Мандером. В 1621 году был в Копенгагене.
Саломон де Брай был католиком, поэтому наряду с пейзажами и композициями на мифологические сюжеты писал алтарные картины. Вначале интересы де Брая были поделены между поэзией и архитектурой. Ещё в 1616 году Саломон стал членом цеха риторов «Любовь превыше всего», а в 1627 году издал сборник любовных песен. Он стал членом Риторической палаты под названием «Виноградные лозы» (De Wijngaertranken). Одно из его стихотворений положил на музыку его друг, композитор Корнелис Падбрюэ. Вероятно, в круге литераторов он познакомился со своей будущей женой Анной Вестербен (1605—1663) из Гааги, сестрой художника Яна и поэта Якоба Вестербена, которые также были членами «De Wijngaertrancken». Они поженились 13 мая 1625 года.
В 1630 году де Брай стал членом харлемской гильдии Святого Луки. Он сотрудничал с другим членом гильдии и католическим архитектором Якобом ван Кампеном. Де Брай также работал архитектором и, кроме того, проектировщиком изделий из серебра. Он стал главой Гильдии Святого Луки и в 1632 году подготовил проект новой хартии гильдии, которую подписали многие старые члены сообщества: Питер де Молин, Аутгерт Арисс Акерслот, Виллем Клас Хеда, Корнелис Корнелиссен, Корнелис Клас ван Виринген, Флорис ван Дейк и Исаак Халинк. Новая хартия значительно расширяла цеховые свободы мастеров, в том числе право заниматься кроме живописи различными ремёслами, такими как гравюра, резьба по дереву, изготовление шпалер, кузнечное и гончарное дело. Хартия встретила много возражений со стороны городского совета и была отвергнута.
Саломон де Брай умер от чумы в 1664 году, как и его дети: Якоб, Иосиф, Юлиана и Маргарета. Он был похоронен в Харлеме, в церкви Святого Бавона. Всего у него было десять детей. Саломон де Брай стал основателем большой династии художников. Его сын — Ян де Брай (1627—1697) был известным живописцем-портретистом, рисовальщиком и гравёром, мастером штрихового офорта, и декоратором интерьера. Дирк де Брай (1635—1694) писал натюрморты с цветами и охотничьими трофеями и стал одним из самых знаменитых гравёров того времени. Иосиф де Брай (? — 1664), также живописец, работал в жанре натюрморта.

## Творчество
Харлем в XVI—XVII веках был одним из главных центров североевропейского маньеризма и романизма в живописи и графике. Нидерландские художники того времени ориентировались на Италию, где заканчивалась эпоха Возрождения и укреплялись маньеристические тенденции в изобразительном искусстве и архитектуре. В 1583 году в Харлеме стараниями рисовальщика и гравёра Хендрика Гольциуса, живописцев Корнелиса Харлемского и Карела ван Мандера была организована Академия художеств. К Академии присоединился Саломон де Брай.
Саломон де Брай вместе с Питером де Греббером считается одним из основателей школы так называемого «харлемского классицизма», характерными чертами которого являются использование светлых тонов и чёткой, ясной композиции. Живописные произведения де Брая следуют духу харлемского классицизма и, одновременно, зарождавшегося в то время академизма, и сравнимы с произведениями его коллеги-католика Питера де Греббера.
Брай также принадлежит к поколению голландских живописцев-прерембрандтистов, предшественников Рембрандта, выросших на почве маньеризма, которые находили собственный путь, параллельный утрехтскому караваджизму. Для исторических картин Брая характерны эффекты освещения, объёмная моделировка, создающие почти рембрандтовскую свето-теневую атмосферу.
Как архитектор Саломон де Брай в 1630 году принимал участие в расширении здания харлемской Ратуши, в строительстве Новой консистории, церкви святой Анны (Annakerk), работал в других городах, состоял в должности градостроителя в городском совете Харлема. Он разработал амбициозный план по расширению города с северной стороны за счёт трёх каналов, который был частично реализован через десятилетия после его смерти.
В 1631 году Саломон де Брай опубликовал описания новых зданий и биографии их создателей, Хендрика де Кейзера и Корнелиса Данкертса де Ри, двух ключевых архитекторов голландского классицизма того периода, под названием «Современная архитектура» (Architectura Moderna). Книга снабжена множеством гравюр, созданных при участии сына Корнелиса Данкертса де Ри.

## Галерея
- Этюд молодой женщины в профиль. 1636. Дерево, масло. Музей изящных искусств, Бостон, США
- Юная дева. 1635. Дерево, масло. Лувр, Париж
- Молодой человек с венком на голове. 1635. Дерево, масло. Галерея старых мастеров, Дрезден
- Пир Антония и Клеопатры. 1669. Холст, масло. Музей Карьер. Манчестер, США
- Жертва Маноаха. 1661. Дерево, масло. Частное собрание
- Мученичество Святого Лаврентия. 1652. Дерево, масло. Музей искусств округа Лос-Анджелес, Лос-Анджелес, США
- Елеазар и Ребекка. 1660. Холст, масло. Музей Шартрез-Дуэ, Франция